# Нидерхаузен на Апели
Нидерхаузен на Апели (њем. Niederhausen an der Appel) општина је у њемачкој савезној држави Рајна-Палатинат. Једно је од 81 општинског средишта округа Донерсберг. Према процјени из 2010. у општини је живјело 240 становника. Посједује регионалну шифру (AGS) 7333050.

## Географски и демографски подаци
Нидерхаузен на Апели се налази у савезној држави Рајна-Палатинат у округу Донерсберг. Општина се налази на надморској висини од 191 метра. Површина општине износи 5,5 km². У самом мјесту је, према процјени из 2010. године, живјело 240 становника. Просјечна густина становништва износи 44 становника/km².